# Škoda 1000 MB
Der Škoda 1000 MB sowie Škoda 1100 MB, als stärkere Variante, ist ein Pkw-Modell der unteren Mittelklasse des tschechoslowakischen Automobilherstellers AZNP (Škoda), der ab dem 2. April 1964 den Octavia ablöste. Eine weitere Variante war das Modell 1100 MBX als Coupé. MB steht dabei für das Stammwerk Mladá Boleslav, die vierstellige Zahl für den auf- oder abgerundeten Hubraum. Als Antriebskonzept wurde ein Heckmotor gewählt, womit eine neue Epoche bei Škoda begann. Fahrzeuge mit Frontmotor wurden erst wieder ab 1987 mit dem Škoda Favorit produziert.

## Modellgeschichte
Interne Schreiben von AZNP besagten, dass ein neues Fahrzeug im Betrieb wirtschaftlich sein und gute Gebrauchseigenschaften haben müsse. Ziel war es deshalb, einen Motor mit kleinem Hubraum und eine leichte Karosserie zu entwickeln, um einen geringeren Verbrauch zu erreichen. Geplant war eine Produktion von 400–500 Fahrzeugen am Tag. Die ersten drei Prototypen entstanden im Jahr 1956. Gemeinsam war ihnen die selbsttragende Karosserie und der Motorhubraum von etwa einem Liter. Davon abgesehen unterschieden sie sich deutlich:
- Škoda 976 mit wassergekühltem Frontmotor mit vier Zylindern und Frontantrieb
- Škoda 977 mit Heckmotor und Heckantrieb. Die Version 977/I hatte einen luftgekühlten Boxermotor, 977/II einen wassergekühlten Reihenmotor mit vier Zylindern.
- Škoda 978 mit einem wassergekühlten Frontmotor mit vier Zylindern und Hinterradantrieb.

Faktoren, die zur Auswahl des damals durchaus aktuellen Heckmotorkonzepts führten, waren die Umstände, dass sich der Prototyp mit konventionellem Antrieb zu wenig vom Škoda 440 unterschied und für einen Frontantrieb homokinetische Gelenkwellen fehlten. Waren die bisherigen Entwürfe noch zweitürige Limousinen, setzte sich die weitere Entwicklung mit viertürigen Karosserien fort. Der äußerlichen Form des späteren Škoda 1000 MB näherten sich die Prototypen des Typs 990 ab 1959 an. Der ähnlich gestaltete VW Typ 3 kann deshalb nicht die Vorlage für den 1000 MB gewesen sein.
Parallel zur Fahrzeugentwicklung vollzog sich die Errichtung eines neuen Automobilwerks, das direkt neben dem bisherigen Werk in Mladá Boleslav errichtet wurde und der Produktion des 1000 MB dienen sollte. Einher damit ging eine Innovation im Automobilbau durch Škoda – der Motorenbau im Aluminium-Druckguss-Verfahren. Der fertig bearbeitete Motorblock wog weniger als 10 kg. Škoda verfügte seinerzeit über eine der modernsten Automobilfabriken in ganz Europa. Aufgrund der führenden Erfahrungen mit der OHV-Ventilsteuerung behielt Škoda diese auch am neuen Motor bei, der im Übrigen weiterhin mit einer dreifach gelagerten Kurbelwelle auskommen musste. Auch barg die moderne Technologie des Motorenbaus ihre Risiken – Testfahrzeuge wiesen häufig undichte Motorblöcke und durchgebrannte Zylinderkopfdichtungen auf. Bis Serienbeginn konnten diese Kinderkrankheiten nicht mehr gänzlich abgestellt werden. Nach der Automobilmesse in Brno 1964 begann die Serienproduktion.
Im Laufe der Zeit gab es dem Zeitgeist entsprechend mehrere Änderungen, bei denen es sich teilweise schlicht um Einsparungs- und Rationalisierungsmaßnahmen handelte. So hatten die ersten Fahrzeuge viele verchromte Zier- und Anbauteile, geschwungene Linien sowie eine Panoramaheckscheibe. Bei seinen Nachfolgern wurde der Chrom durch Kunststoff und einfachere Linien ersetzt. Einzelne Schmuckelemente wie Heckleuchteneinfassung und die Zierleiste am Fahrzeugbug bestanden schon damals aus verchromtem Hartplastik. Die geschwungenen Lufteinlässe („Elefantenohren“) zum Motor wichen im laufenden Modelljahr 1966 rechteckigen planen Lufteinlässen. Die ersten Versionen hatten Positionsleuchten auf der C-Säule, die baugleich mit denen des Tatra 603 waren. 1968 („Modell 1969“) wurde die Panorama-Heckscheibe durch eine herkömmliche Heckscheibe ersetzt. Ebenfalls im Sommer 1968 wurden die „Bügelfalte“ des Dachs begradigt und die Heckfensterpartie geändert. Die markanten Heckleuchten wurden am Škoda 1203 noch längere Zeit verwendet.
Vom 1000 MB ging kein Kombimodell in Serie, weshalb die bisherigen Škoda-Kombis mit Frontmotor (Škoda 1202, Škoda Octavia Combi) parallel weitergebaut wurden. Nachfolger der MB-Serie war seit 1969 die Škoda-100-Serie.

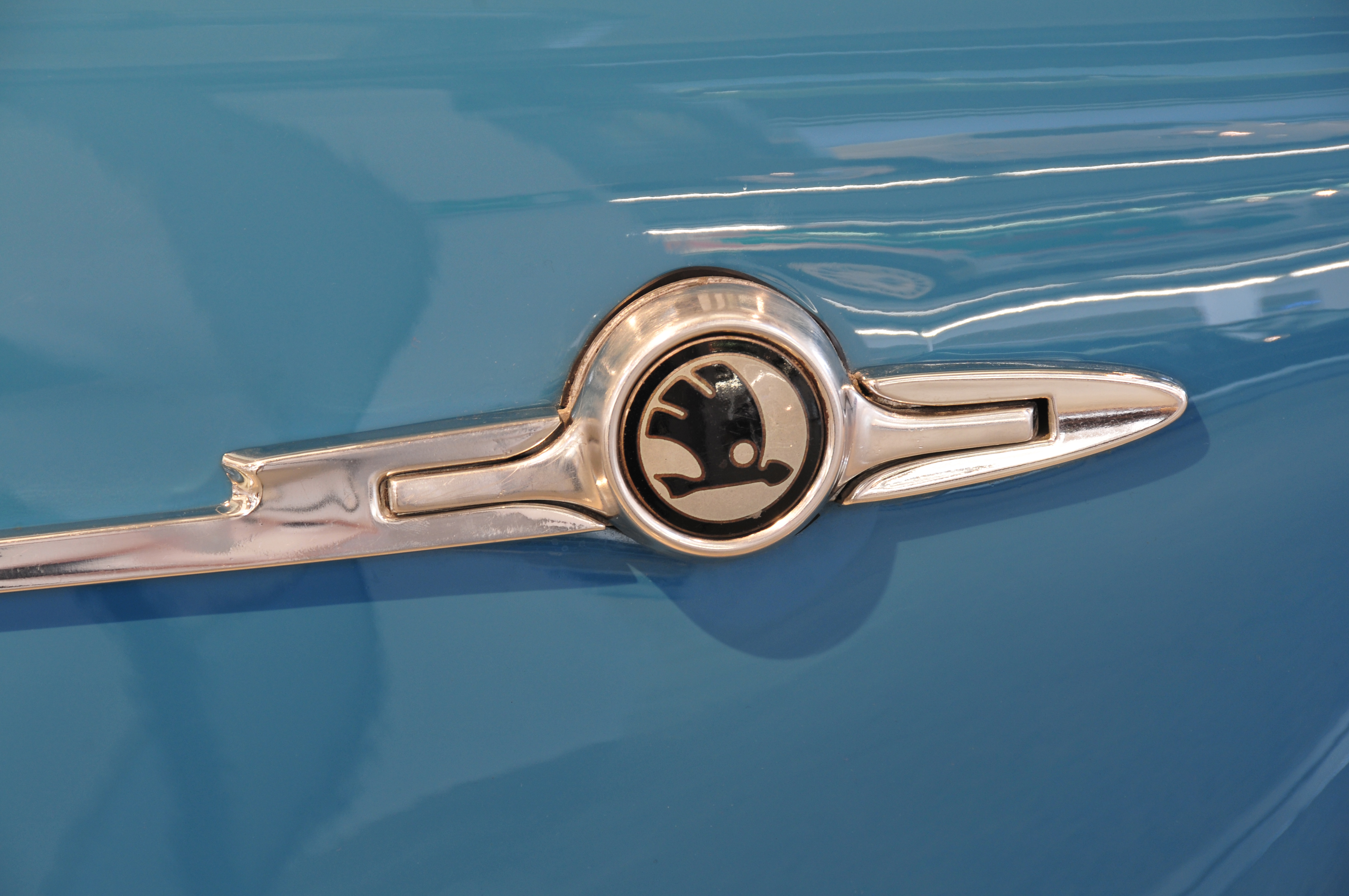
Tankeinfüllstutzen im vorderen Kotflügel
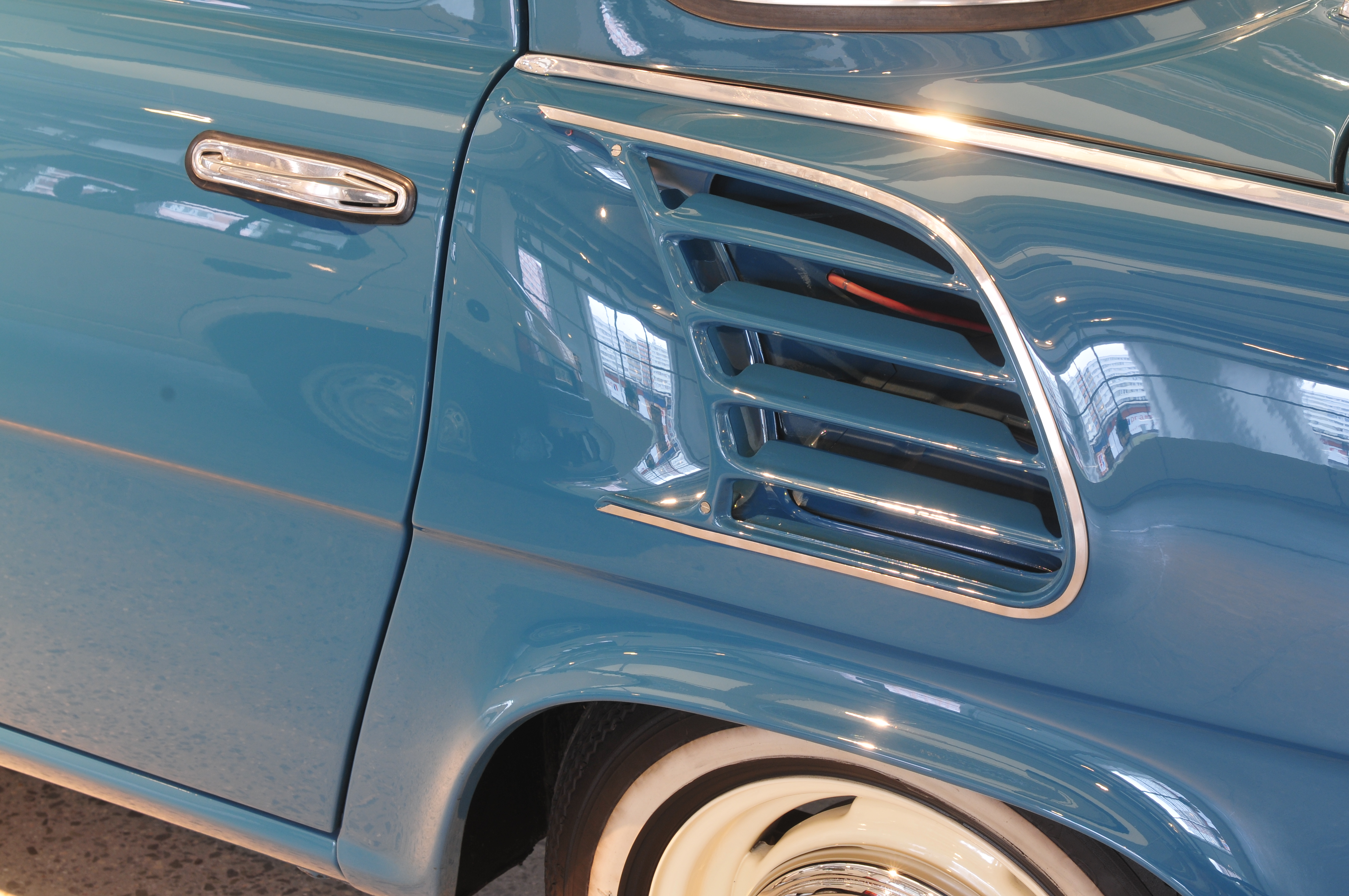
Škoda 1000 MB mit zuerst verwendetem „Elefantenohr“ als Lufteinlass
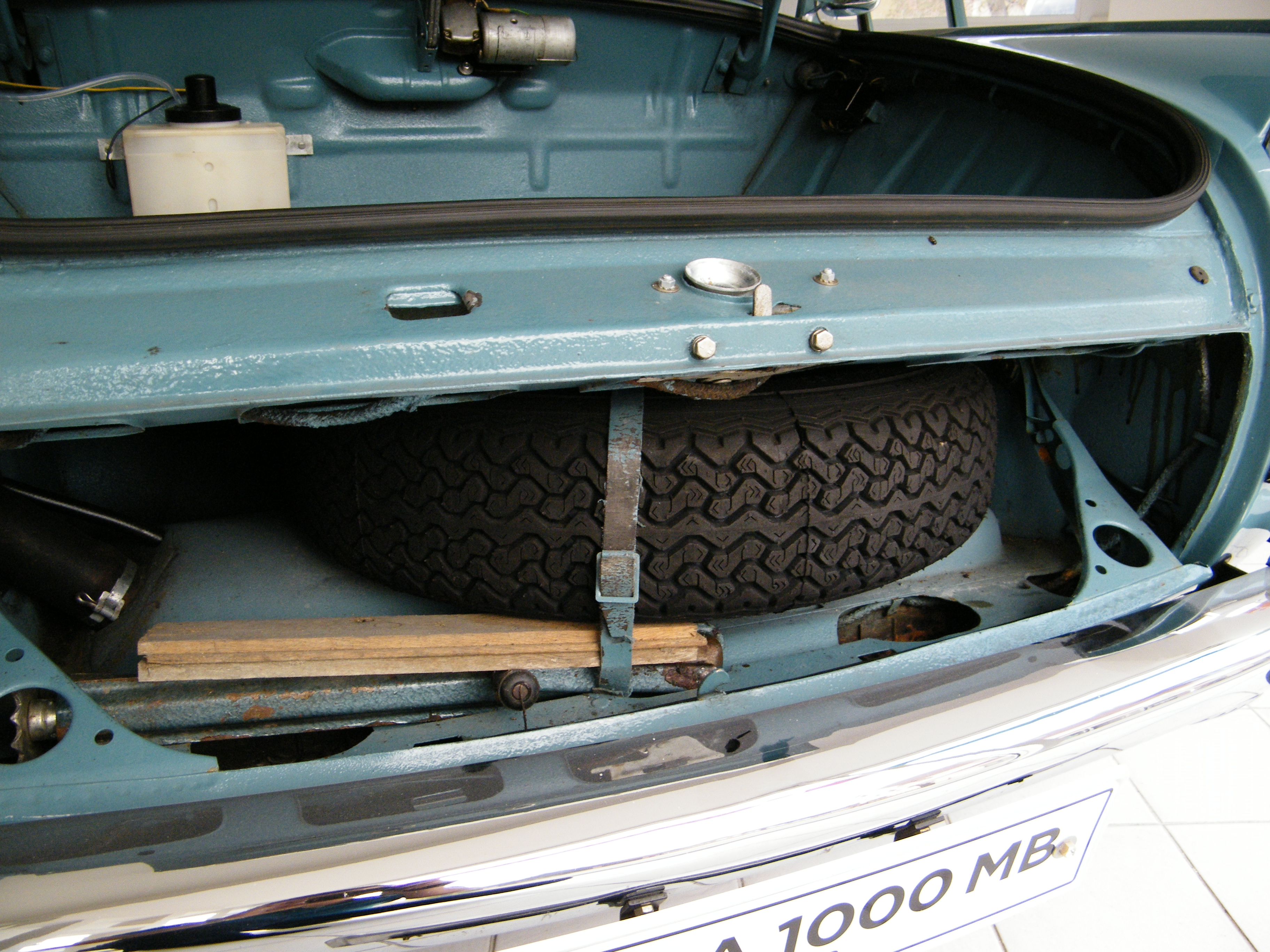
Ersatzrad vorn unter dem Kofferraum

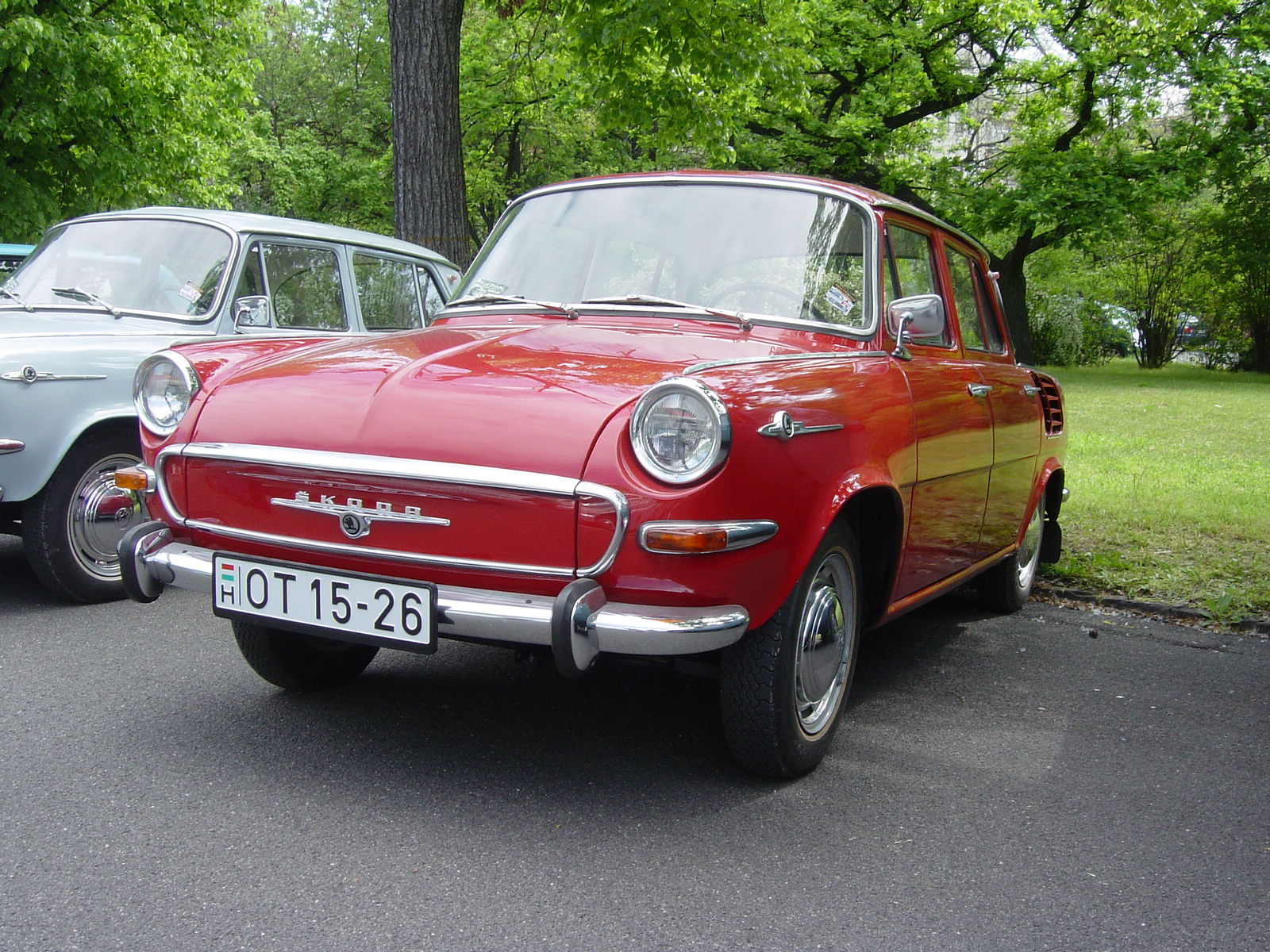
Frontansicht erste Ausführung
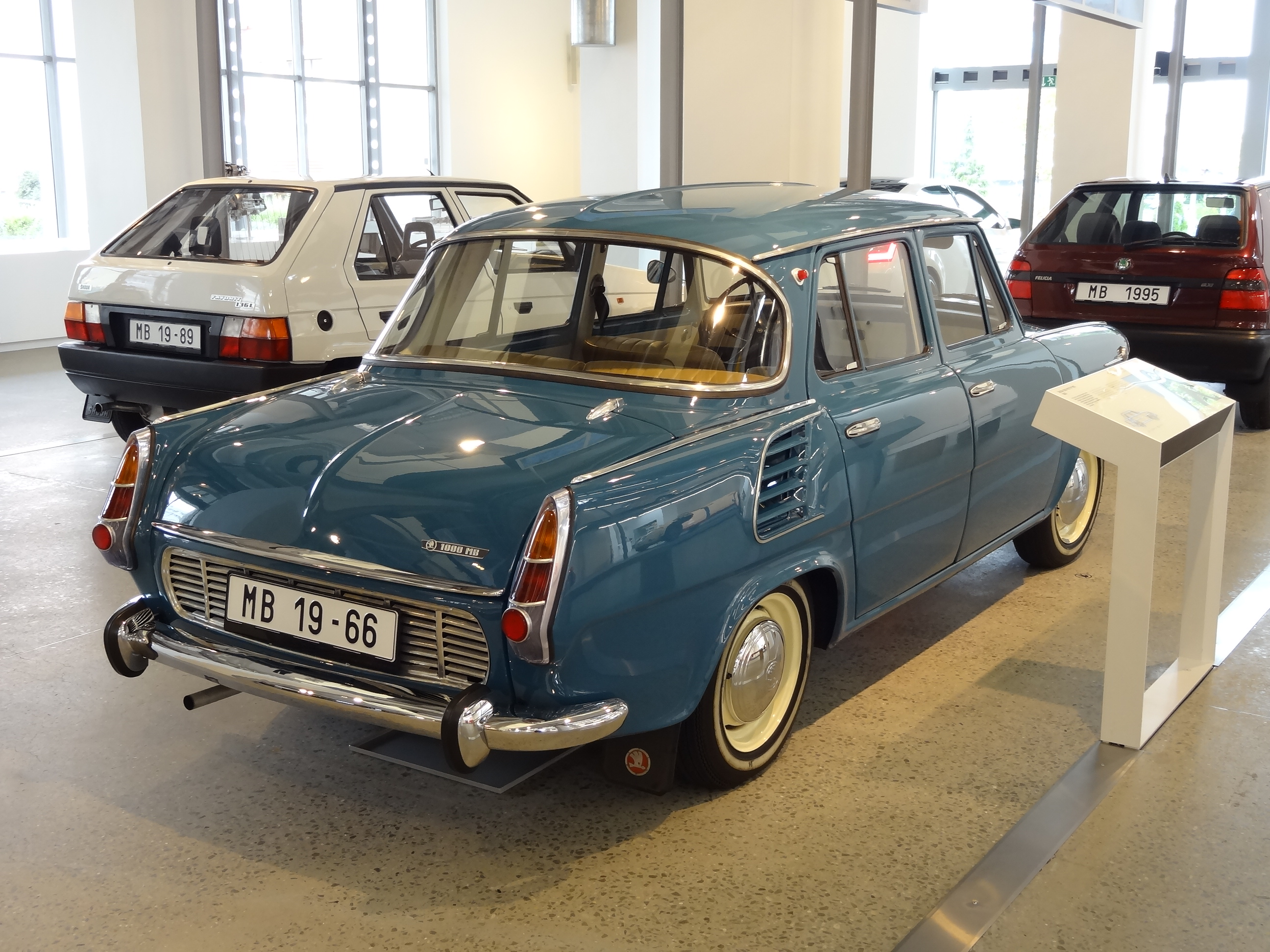
Heckansicht erste Ausführung
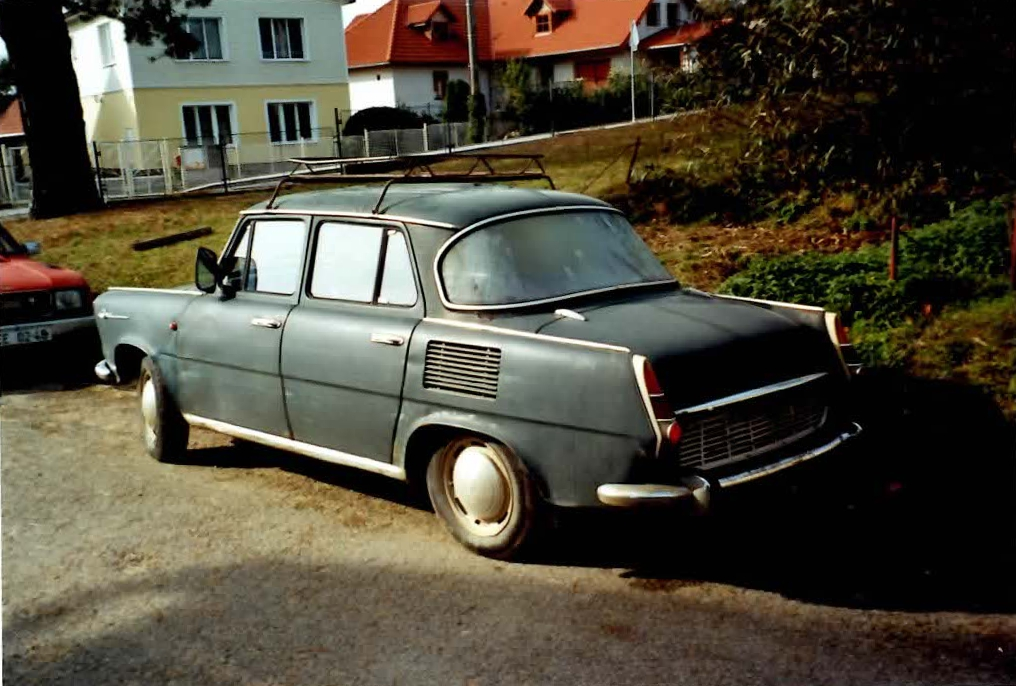
Škoda 1000 MB mit geglätteten Lufteinlässen und Panoramaheckscheibe (CZ 2004)
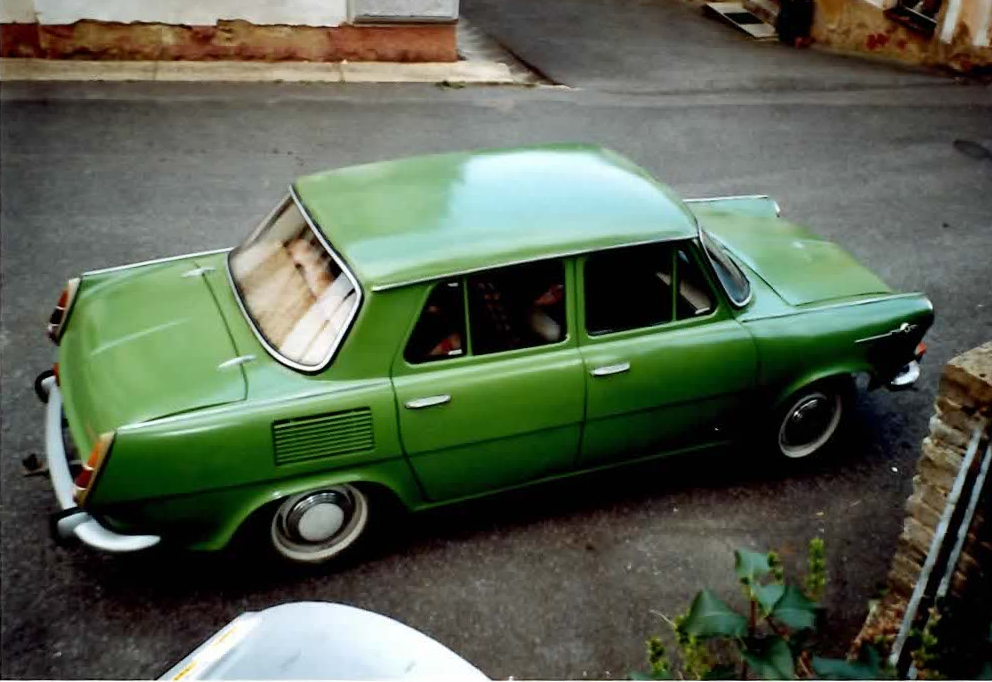
„Modell 1969“ mit begradigter Heckscheibe (CZ 2005)
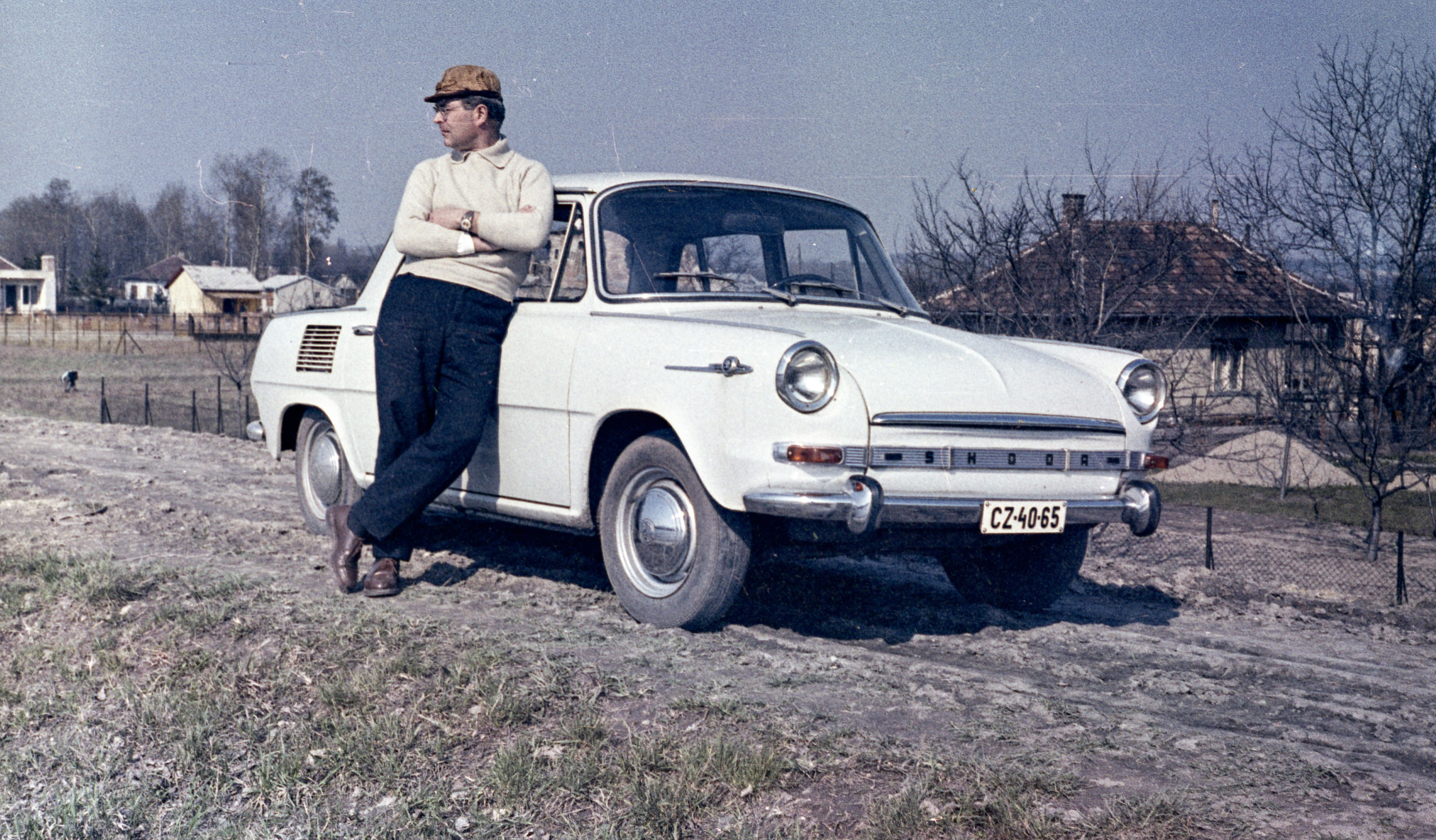
„Modell 1969“

## Motor und Getriebe
Der Motor war ein Vierzylinder-Viertakt-Reihenmotor mit einem Hubraum von 998 cm³ (Bohrung × Hub = 68 mm × 68 mm) und stellte eine völlige Neuentwicklung dar. Er hatte über Kipphebel betätigte hängende Ventile, eine seitliche Nockenwelle, Wasserkühlung mit Pumpe und Thermostat, einen Vergaser JIKOV 32 BST-13 sowie eine 12-Volt-Anlage. Obwohl es sich um einen OHV-Motor mit nur dreifach gelagerter Kurbelwelle handelte, wies er eine ideenreiche, durchdachte Konstruktion auf und wurde in modifizierter Form noch bis in die 1990er Jahre im Škoda Felicia verwendet.
In der ersten Ausführung leistete er verschiedenen Angaben zufolge 42- oder 45 PS (SAE) bei 4650/min und einer Verdichtung von 8,3 : 1. Dies entsprach 39,4 PS (DIN), das maximale Drehmoment von 68,2 Nm wurde bei 3000/min erreicht.  Wenig später wurde der Motor verbessert und erreichte 43 PS (DIN) bei 4450/min und 73,6 Nm bei 3000/min., wobei die Leistung kurz darauf auf 42 PS (DIN) korrigiert wurde. Später wurden die Leistung mit 40 PS und das maximale Drehmoment mit 72,5 Nm bei 2800/min angegeben.
Zusätzlich gab es eine Version mit zwei Vergasern, die beim MBX und auf Wunsch auch in der de Luxe-Ausführung geliefert wurde: 46 PS bei 4800/min, Verdichtung 9,2 : 1, maximales Drehmoment 75,5 Nm bei 3000/min. Zum Schluss der Bauzeit war wahlweise ein Motor mit einem Hubraum von 1107 cm³ erhältlich. Dieser besaß 72 statt 68 mm Bohrung, eine von 8,3 auf 8,5 angehobene Verdichtung und einige konstruktive Verbesserungen.
Der Motor war um 30° nach rechts geneigt hinter der Hinterachse eingebaut, links neben dem Motor der Wasserkühler, dessen Wirkung sich durch eine Kühlerjalousie vom Wageninnern aus regulieren ließ. Durch die Neigung des Motors wurde die Bauhöhe des Stufenhecks verhältnismäßig gering gehalten, ein Kombimodell wie beim VW Typ 3 wurde jedoch nicht in Serie gebaut. Das Getriebe lag vor der Achse. Es war ein vollsynchronisiertes Vierganggetriebe mit Mittelschaltung. Die Kupplung wurde hydraulisch betätigt.

### Motoren
| Bezeichnung      | Typ      | Bauzeit   | Produzierte Fahrzeuge        | Karosserie           | Hubraum  | Motorleistung     |
| ---------------- | -------- | --------- | ---------------------------- | -------------------- | -------- | ----------------- |
| 1000 MB          | Typ 990  | 1964–1969 | 349.348 andere Quelle 79.700 | viertürige Limousine | 988 cm³  | 27 kW (35 DIN-PS) |
| 1000 MB          | Typ 721  | 1966–1969 | 65.502 andere Quelle 269.600 | viertürige Limousine | 988 cm³  | 29 kW (37 DIN-PS) |
| 1000 MBG de Luxe | Typ 710  | 1966–1969 | 3.287                        | viertürige Limousine | 988 cm³  | 35 kW (45 DIN-PS) |
| 1000 MBX de Luxe | Typ 990T | 1966–1969 | 1.403                        | zweitüriges Coupé    | 988 cm³  | 35 kW (45 DIN-PS) |
| 1100 MB de Luxe  | Typ 715  | 1968–1969 | 22.487                       | viertürige Limousine | 1107 cm³ | 35 kW (45 DIN-PS) |
| 1100 MBX de Luxe | Typ 723  | 1967–1969 | 1.114                        | zweitüriges Coupé    | 1107 cm³ | 35 kW (45 DIN-PS) |

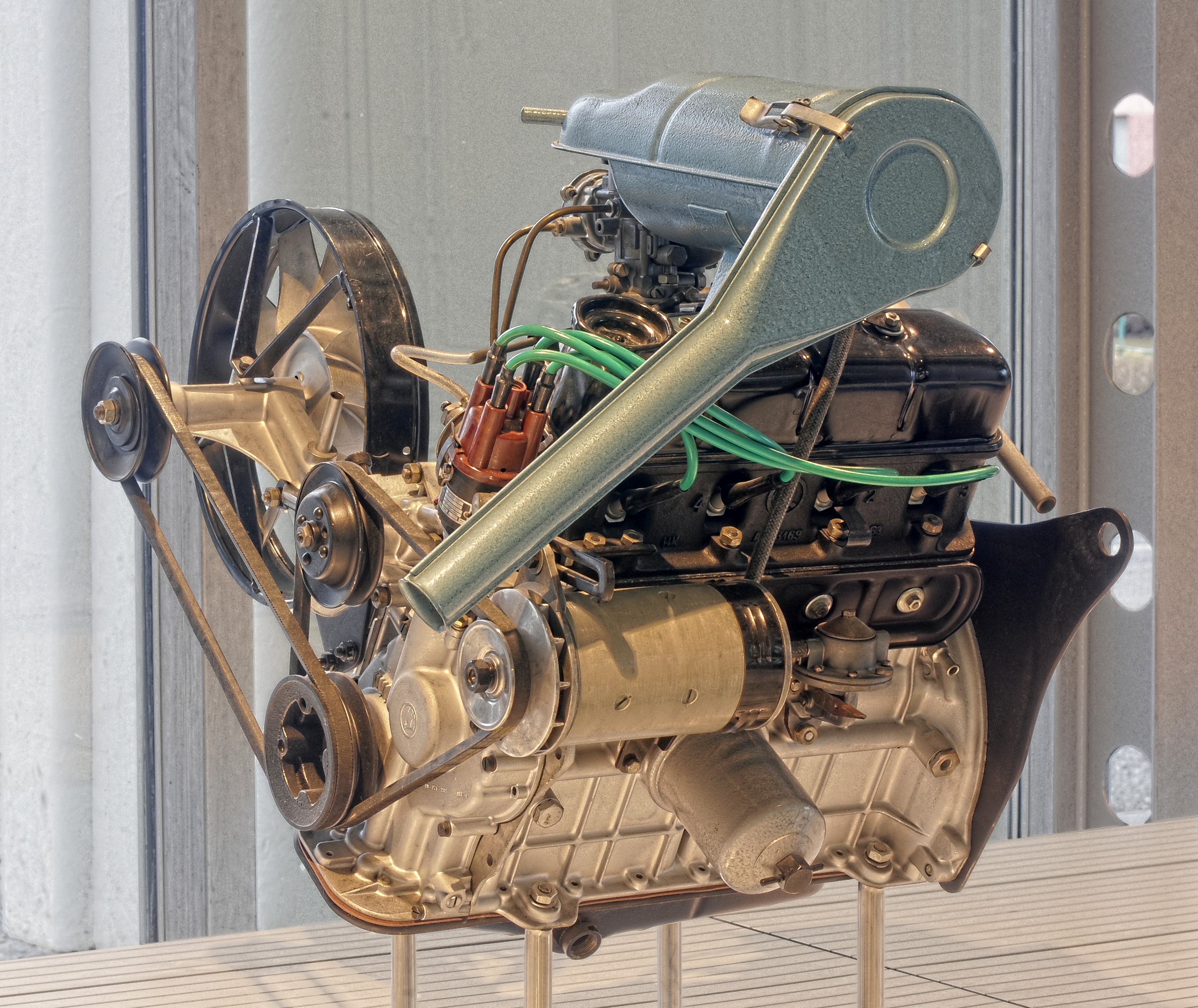
Motor des 1000 MB, wie er bis in die 1990er-Jahre hinein, nur leicht verändert, gebaut wurde

Je nach Quelle unterscheiden sich die Leistungsangaben geringfügig.

## Karosserie, Fahrwerk und Innenausstattung
Der Škoda 1000 MB hatte eine selbsttragende, viertürige Karosserie, die aus einem Skelett mit aufgeschraubten Blechteilen bestand (Skelettkarosserie). Vorn hatte er Einzelradaufhängung an doppelten, ungleich langen Querlenkern mit Schraubenfedern und Querstabilisator, hinten eine Pendelachse mit Längsschubstreben und Schraubenfedern sowie in die Federn integrierte Teleskopstoßdämpfer vorn und hinten. Alle vier Räder (14"-Felgen) wurden mit Trommelbremsen abgebremst.
Die Angabe des Leergewichts unterliegt Schwankungen. Anfangs nannte der Hersteller 750 kg, die seitens der Fachpresse in Zweifel gezogen wurden, Nachmessungen ergaben ein Leergewicht von 800 kg. Mit Erscheinen des 1000 MB de Luxe 1966 wurde das Leergewicht offiziell mit 775 kg angegeben.
Der Tank befand sich vorne, der Tankeinfüllstutzen lag unter dem wegklappbaren Škoda-Logo des rechten vorderen Kotflügels. Das Ersatzrad war im Vorderwagen in einem separaten Fach unter dem Kofferraum untergebracht. Das hatte den Vorteil, dass nicht der gesamte Kofferraum entladen werden musste, um an das Reserverad zu gelangen. Mit einem kleinen Hebel unter der Fronthaube wurde die Ersatzradluke entriegelt. Fronthaube, Dach und Heckklappe waren, außer in den letzten Baujahren, mit einer Sicke versehen.
Der Innenraum war mit Polsterung der Instrumententafel und tiefliegender Lenkradnabe modern und den damaligen Ansprüchen an passive Sicherheit entsprechend gestaltet. Zur Ausstattung gehörten Liegesitze, bei denen sich nicht nur die vorderen Lehnen nach hinten umlegen ließen, sondern die Vordersitzfläche abgesenkt und der Rücksitz leicht angehoben werden konnte, damit eine schlafgerechte Liegefläche entstand. Um den kleinen Kofferraum hinter dem Rücksitz zu erweitern, wurde die Sitzfläche hochgeklappt und die Lehne umgelegt. Um bei Bedarf einen dritten Sitzplatz zu behalten, war die Rückbank geteilt. Außer dem zweiten Kofferraum befand sich in einer Vertiefung hinter dem Rücksitz die Batterie. Zwischen den Vordersitzen waren Hebel für Umluft und Heizung platziert. Es gab jedoch einen Umrüstsatz von „automatischen Choke“ auf manuell zu Bedienenden. Dafür wurde der Hebel für die Umluft verwendet und die Klappe in der „Frischluftstellung“ fixiert. Die Scheibenwaschanlage wurde durch Druck betätigt. Die vorderen Seitenscheiben des viertürigen Wagens ließen sich herunterkurbeln, während die hinteren fest eingebaut waren. Zur Belüftung gab es vorn und hinten kleine Ausstellfenster, die ebenfalls durch Kurbeln geöffnet werden konnten.

## Versionen

### Varianten
Die Variante 1000 MB hatte den schwächsten Motor und die einfachste Ausstattung. Den gleichen Hubraum, aber mehr Leistung hatte der 1000 MB de Luxe, eine Version mit besserer Ausstattung.
Der 1000 MBG de Luxe mit 988 cm³ Hubraum und zwei Jikov-Vergasern wurde vor allem exportiert und hatte eine höhere Motorleistung.
Der 1100 MB de Luxe hatte einen größeren Hubraum und eine höhere Motorleistung als der 1000 MB. Er wurde 1968 und 1969 hergestellt und war nur in der de-Luxe-Version, also mit der besseren Ausstattung, erhältlich.
MBX war die Bezeichnung für das niedrigere Coupé mit zwei Türen, die breiter waren als beim Viertürer. Angeboten wurde das Coupé als 1000 MBX (gebaut ab 10/1966) und 1100 MBX (gebaut ab 11/1967). Das Coupé ohne B-Säule mit Stufenheck wog 815 kg (1000 MBX). Die Leistungssteigerung beim MBX wurde durch einen zweiten Vergaser realisiert, der sich jedoch als unpraktisch erwies.

### Prototypen
Außer den normalen Stufenheckvarianten wurden auch andere Karosserieformen geplant und gebaut. So befindet sich im Škoda Muzeum ein Kombi. Das Projekt wurde wegen thermischer Probleme bei der Kühlung aufgegeben. Es entstand auch ein Cabrio.

## Probleme
Um die Hecklastigkeit des Fahrzeugs etwas auszugleichen, wurden Kraftstofftank und Reserverad im Bug angeordnet. Dies bewirkte, dass der Kofferraum mit 340 Litern Volumen eher klein und zudem recht flach ausfiel. Sperrige Gegenstände fanden darin keinen Platz, ebenso wenig in dem kleinen Raum hinter den Fondsitzen, wenn alle Sitze mit Personen besetzt waren. Viele 1000 MB wurden deshalb mit Dachgepäckträger gefahren. Trotz der getroffenen Anordnung war der 1000 MB hecklastig, was sich neben starker Seitenwindempfindlichkeit in einem „Schwimmen“ des Wagens bei Geschwindigkeiten ab 80 km/h äußerte. Viele Fahrzeughalter legten einen Zementsack oder Ähnliches in den Kofferraum, um das Fahrverhalten zu verbessern. Das erhöhte freilich den Verbrauch und die Lenkkräfte des Fahrzeugs.
Von Korrosionsproblemen waren seinerzeit die meisten Kfz betroffen. Beim Škoda 1000 MB waren sie jedoch besonders gravierend, betroffen waren vor allem Schweller und Achsaufhängungen. Die Fahrzeuge rosteten selbst bei regelmäßiger Hohlraumkonservierung schnell. Auf der Suche nach einem möglichst geringerem Fahrzeuggewicht hatte man eine schwefelhaltige Stahl-Legierung für die Karosserie verwendet. Zudem war der Wasserablauf aus den Hohlräumen der Karosserie unzureichend, weshalb die Karosserie sehr rost-empfindlich war. Nichtsdestotrotz gehörte der 1000 MB auch um die Jahrtausendwende herum noch zum Straßenbild in Tschechien und in der Slowakei.
Ein weiteres Problem waren die in der Erprobung nicht ausreichend abgestellten Kinderkrankheiten des Motors im neuartigen Aluminiumdruckgussverfahren. Gravierender Mangel waren durchgebrannte Zylinderkopfdichtungen durch Motorüberhitzung bei den ersten Fahrzeugversionen. Zeitweise wurden die Wagen serienmäßig mit einem Ersatzkanister für Kühlwasser ausgeliefert, der Kunststoffkanister befand sich im rechten hinteren Kotflügel. Noch bis 1967 gab es auch Probleme mit Rissen im Motorblock, die erst kurz vor der Produktionseinstellung endgültig abgestellt werden konnten. Es gab auch Überlegungen zu einem Wankelmotor und kleineren Versuchsmotoren dieser Motorbauart.
In einem Dauertest über 12.000 km wurde der 1000 MB insgesamt positiv beurteilt. An fünf funktionswichtigen Teilen traten Defekte auf, die behoben werden mussten. Bemängelt wurden unter anderem das pflegeintensive Fahrwerk, an dem unterschiedliche kleinere Mängel vor allem an der Radaufhängung auftraten und Schmierintervalle alle 2500 km erforderlich waren; zu schneller Verschleiß des Bremsbelags und Mängel in der Verarbeitungsqualität des Innenraums. Positiv hervorgehoben wurden der geringe Öl- und Kraftstoffverbrauch des Motors, der 0,4 l/1000 km bzw. 7,9 l/100 km betrug.

## Export nach Deutschland
Auf den Straßen Ostdeutschlands war der Škoda 1000 MB weit verbreitet. Er wurde ab Herbst 1964 im Handel zu einem Preis von 14.900 MDN verkauft und preislich somit etwas unterhalb des Wartburg angesiedelt. Mehr als 60.000 Einheiten wurden importiert, allerdings nur die Basisausführung. Bei seinem Erscheinen 1964 wurde er von der Fachpresse als erster moderner Gebrauchswagen im sozialistischen Lager eingeschätzt, aber auch festgestellt, dass er international gesehen lediglich durchschnittlich sei und insbesondere der Renault 8 ihm mit fünffach gelagerter Kurbelwelle und Scheibenbremsen etwas voraus habe. In Westdeutschland betrug der Verkaufspreis für den 1000 MB 4980 DM im Jahr 1967; ein VW Käfer 1200 kostete 4485 DM.